# さんまファミリー
さんまファミリーは、明石家さんまを筆頭とする、芸能人グループで、明石家ファミリー、さんま軍団、明石家軍団、さんま会などと名称はまちまちで、この記事ではさんまファミリーを使用する。

## 概要
ビートたけし率いるたけし軍団と同じく歴史が古く、さんまの他に村上ショージ、ジミー大西、間寛平などが所属。さらに、芸人だけではなく、浅田美代子や内山信二、中村玉緒などの女優やタレントも所属している。
また、他の芸能人ファミリーと違い、事務所は吉本だけではなく様々な事務所の人々が所属しているが所属事務所とは別にさんまの個人事務所である『オフィス事務所』にもほとんどのメンバーが所属している。

## メンバー
- 明石家さんま

定例会合組
- 村上ショージ
- ジミー大西
- 間寛平
- 松尾伴内
- 笑福亭笑瓶
- ラサール石井
- Mr.オクレ
- 浅田美代子
- 中村玉緒
- 中川家
- 陣内智則
- 内山信二
- 土井よしお

番組共演等からの長年の付き合い
- 関根勤
- 木村拓哉
- 工藤静香
- 飯島直子
- 広末涼子
- 綾瀬はるか
- 長澤まさみ
- 次長課長
- マツコ・デラックス
- 長嶋一茂

ほか多数

## さんまファミリーが出演する番組
現在
- さんまのお笑い向上委員会（フジテレビ）
- 痛快!明石家電視台（MBSテレビ）

過去
- さんまのSUPERからくりTV（TBSテレビ）
- 明石家マンション物語（フジテレビ）
- オレたちひょうきん族（フジテレビ）